# 杭林莊英
杭林莊英（藝名：Suboi，1990年1月14日—），出生於胡志明市，是一名越南饒舌歌手、詞曲作家及演員。她是越南最成功和最有影響力的嘻哈音樂家之一，通常被封為「越南嘻哈音樂女皇」。

## 生平
杭林莊英出生在胡志明市的一個中產階級家庭，母親是澳大利亞駐胡志明市領事館的一名辦公室職員，父親是一名工廠經理。14歲時，她成為嘻哈音樂的爱好者。15歲時，她創作了她的第一部說唱作品。2007年接受了加入新金屬樂隊Winfield的邀請，擔任說唱歌手和詞曲作者，並與樂隊一起在多所學校表演。
2009年，杭林莊英在流行歌星胡玉荷的兩首歌曲《我的道歉》（英语：My Apology）和《女孩之夜》（英语：Girls' Night）中擔任說唱歌手，這兩首歌曲迅速登上了越南許多音樂排行榜的榜首。2010年發行了她的第一張專輯《WALK》。
2014年以演員身份出道，並在《俘獲靈魂》中飾演角色。2017年入選福布斯30位30歲以下精英榜。

## 音樂作品

### 專輯
- 2010年：WALK
- 2014年：RUN
- 2021年：No nê

### 單曲
- 2016年：Đời
- 2016年：Lắm mồm
- 2018年：N-sao?
- 2018年：Công
- 2018年：Cho không
- 2018年：Bet on me
- 2021年：Sickerrr
- 2024年:   Dâu thiên hạ

## 影视作品

### 電影
- 2014年：《俘獲靈魂》（越南語：Đoạt hồn，英语：Hollow）
- 2016年：《超級強盜》（越南語：Siêu trộm，英语：Bitcoin Heist）

## 外部鏈接
- 網站 （页面存档备份，存于）
- Facebook （页面存档备份，存于）
- YouTube （页面存档备份，存于）